# 石井安憲
石井 安憲（いしい やすのり、1946年 - ）は、日本の経済学者。早稲田大学政治経済学術院名誉教授、経済学博士（一橋大学）。専門は経済学、応用経済学。

## 人物
香川県生まれ。1969年香川大学経済学部卒業、1971年一橋大学大学院経済学研究科修士課程修了、1974年一橋大学大学院経済学研究科博士課程単位取得退学。大学院では藤野正三郎に師事。
横浜市立大学商学部教授、カリフォルニア大学バークレー校客員研究員等を経て、1984年リヨン経営大学院招聘教授、1990年上海市高等教育局招聘教授、1991年ボン大学客員研究員、1993年北京大学中国国家専家局招聘教授、1997年復旦大学日本研究センター客員教授、2000年早稲田大学政治経済学術院教授。2006年早稲田大学評議員。
1990年論文「不確実性と競争・独占・貿易」で一橋大学経済学博士の学位を取得した。また日本経済学会理事や日本国際経済学会常務理事等も歴任。

## 著書
- 『不確実性と競争・独占・貿易』東洋経済新報社, 1989.7
- 『入門・ミクロ経済学』有斐閣, 1995.6
- 『演習入門・ミクロ経済学』有斐閣, 1996.9
- 『入門・国際経済学』有斐閣, 1999.12
- 『現代ミクロ経済学』東洋経済新報社, 2000.6
- 『グローバリゼーション下の経済・政策分析』有斐閣, 2004.6
- 『開放経済の経済・政策分析 (早稲田大学現代政治経済研究所研究叢書 ; 20)』早稲田大学出版部, 2004.7.
- 『開放ミクロ経済学のフロンティアー (早稲田大学現代政治経済研究所研究叢書 ; 33)』早稲田大学出版部, 2009.3.